# Gregor Jordan

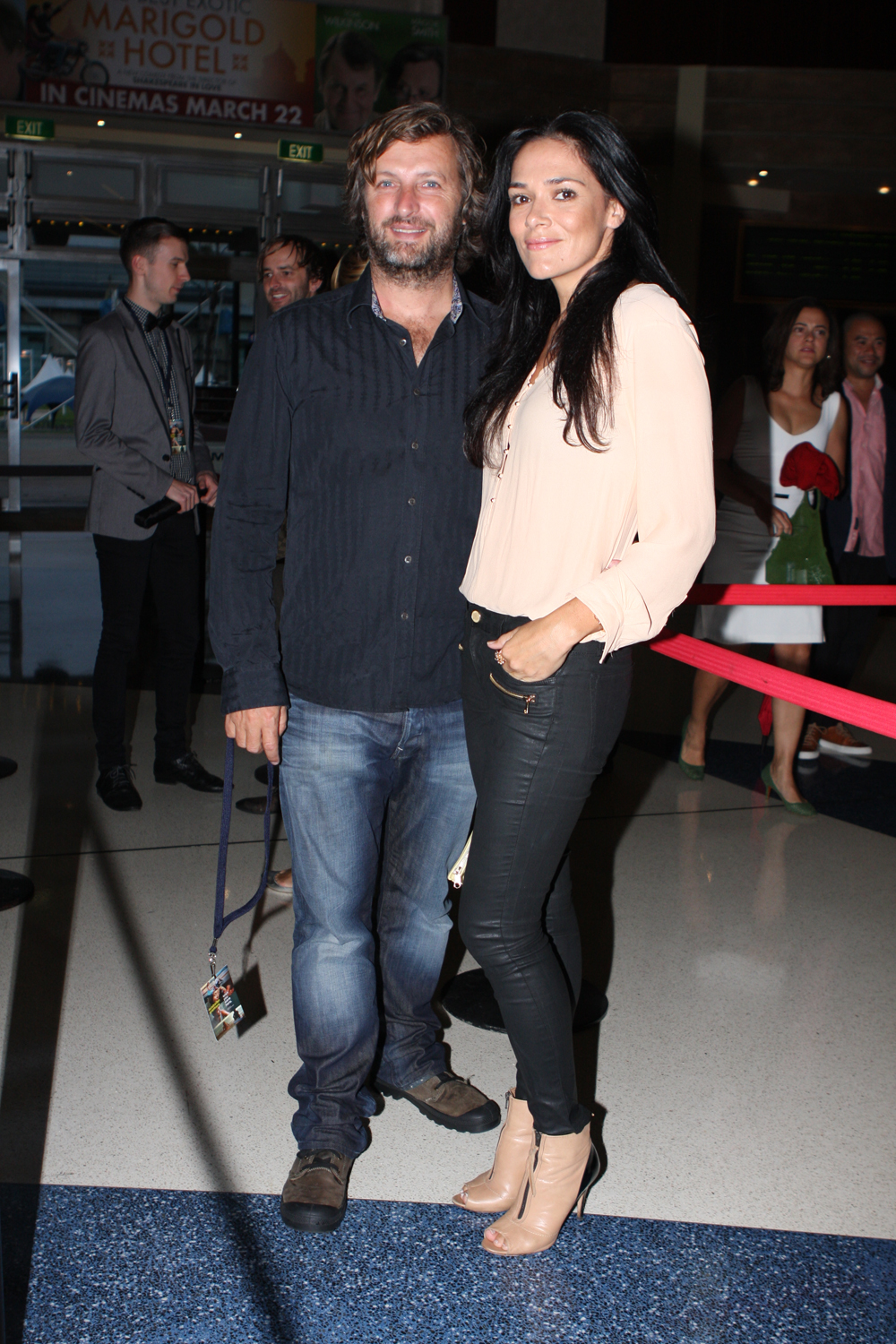
Gregor Jordan und Simone Kessell (2012)

Gregor Jordan (* 1966 in Sale, Victoria) ist ein australischer Filmregisseur und Drehbuchautor.

## Leben
Sein Debüt als Regisseur und Drehbuchautor gab Gregor Jordan mit dem Kurzfilm Swinger aus dem Jahre 1995. Für diesen Film wurde Jordan auf dem Filmfestival Cannes mit dem Jury Prize in der Kategorie Bester Kurzfilm ausgezeichnet. Außerdem war er für die Goldene Palme nominiert. Ebenfalls 1995 entstand der Film Stitched, bei dem der Schauspieler John Polson eine Rolle übernahm. 
In den folgenden Jahren war er für das Fernsehen tätig und inszenierte einzelne Episoden für verschiedene Fernsehserien. Im Jahre 1999 entstand mit dem Actionfilm Two Hands Jordans erster Langspielfilm. Der Film wurde vor allem in Australien mit zahlreichen Filmpreisen ausgezeichnet. Die Hauptrolle wurde von Heath Ledger gespielt. Zwei Jahre später inszenierte Jordan die Satire Army Go Home!, an dem er auch als Drehbuchautor beteiligt war und für den er erst 2004 mit dem Evening Standard British Film Award für das Beste Drehbuch ausgezeichnet wurde. 
2003 drehte er mit Gesetzlos – Die Geschichte des Ned Kelly eine Filmbiografie über den australischen Straßenräuber Ned Kelly. Dieser Film bedeutete die zweite Zusammenarbeit mit Heath Ledger, der hier erneut die Hauptrolle übernahm. Im folgenden Jahr inszenierte er mit These Days: Powderfinger Live in Concert einen Konzertfilm mit und über die australische Musikgruppe Powderfinger.
Gregor Jordan ist mit der Schauspielerin Simone Kessell liiert, 2005 wurde ihr erstes gemeinsames Kind geboren. 2013 kam der zweite Sohn Beau auf die Welt.

## Filmografie (Auswahl)

### Als Regisseur
- 1995: Swinger (Kurzfilm)
- 1995: Stitched
- 1996: Twisted Tales (TV)
- 1997: Big Sky (TV)
- 1998: Raw FM (TV)
- 1999: Two Hands
- 2001: Army Go Home! (Buffalo Soldiers)
- 2003: Gesetzlos – Die Geschichte des Ned Kelly (Ned Kelly)
- 2004: These Days: Powderfinger Live in Concert
- 2005: Numbers – Die Logik des Verbrechens (Fernsehserie, 1 Folge)
- 2008: Informers (The Informers)
- 2010: Unthinkable – Der Preis der Wahrheit (Unthinkable)
- 2010: Sunsets: Powderfinger Farewell Tour Live in Concert
- 2012: Ian Thorpe: The Swimmer (Dokumentation)
- 2019: In deinen Armen (Dirt Music)

- 2021: Australian Gangster (Miniserie, 2 Episoden)

- 2023: North Shore - Tod in Sydney (Fernsehserie, 6 Episoden)

### Als Drehbuchautor
- 1995: Swinger (Kurzfilm)
- 1995: Stitched
- 1997: Big Sky (TV)
- 1999: Two Hands
- 2001: Army Go Home! (Buffalo Soldiers)